# لارس تویتنبرگ
لارس تویتنبرگ (انگلیسی: Lars Teutenberg؛ زادهٔ ۲ سپتامبر ۱۹۷۰) دوچرخه‌سوار اهل آلمان است.